# Pèlerinage de Charlemagne
Voyage de Charlemagne à Jérusalem et à Constantinople

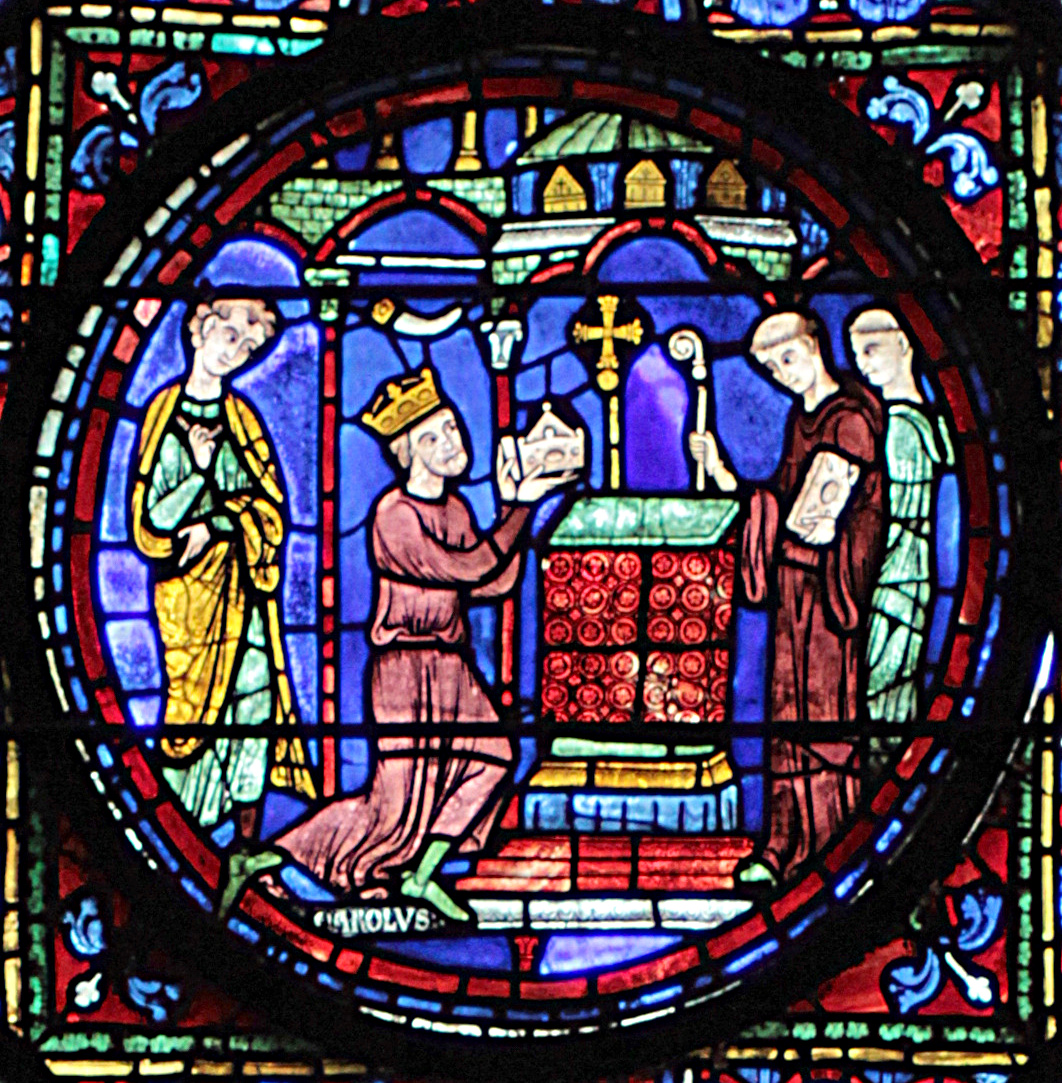
Dans la légende, Constantin offre de saintes reliques à Charlemagne pour le remercier d'avoir libéré Jérusalem des Sarrasins. Sur ce vitrail de la cathédrale de Chartres, l'empereur franc dépose les reliques à Aix-la-Chapelle.

Le Pèlerinage de Charlemagne, aussi connu comme le Voyage de Charlemagne à Jérusalem et à Constantinople, est une chanson de geste écrite en alexandrins.
Le poème n'a pas de fond historique. Il parodie les procédés de La Chanson de Roland, preuve que celle-ci était à l'époque très connue. Sur le chemin vers Jérusalem, Charlemagne, sans armes mais avec ses « douze pairs », s'arrête à Constantinople où il est reçu par le roi de Constantinopole Hugon dans son palais enchanté. S'ensuivent banquets et vantardises des barons...

## Date
En l'état des recherches, on retient le milieu du XIIe siècle comme date probable de rédaction.

## Manuscrit
- British Library, 16.E.VIII, fol. 131 r° - 144v°

Le seul manuscrit recueillant cette chanson de geste est aujourd'hui disparu (depuis 1879). Il aurait été volé par un jeune philologue allemand.

## Éditions
- Charlemagne, an Anglo-Norman Poem of the Twelfth Century now First Publisched with an Introduction and a Glossarial Index, by Francisque Michel, London : Pickering / Paris : Techener, 1836
- Karls des Grossen Reise nach Jérusalem und Constantinopel, hsg. von Eduard Koschwitz, Heilbronn : Henninger, 1879
- Le Pélérinage de Charlemagne. Anna J. Cooper. Introd. de Félix Klein. Lahure. 1925
- L'épopée pour rire : Le voyage de Charlemagne à Jérusalem et à Constantinople et Audigier, Alain Corbellari, Honoré Champion, Paris, 2017